# つなぎ

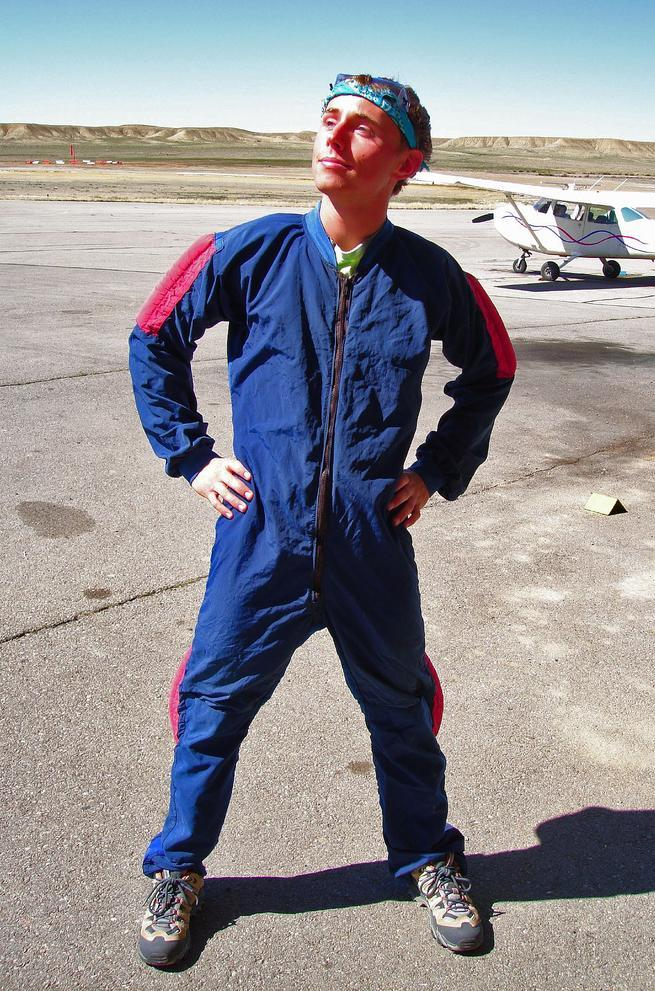
つなぎを着ている男性

つなぎ、ツナギ、つなぎ服（つなぎふく）とは、上衣と下衣が一体の外衣。
衣服の形状の一つで作業服や防護服、子供服に多く取り入れられる。
英語圏ではスカイダイビング用の外衣に由来するという意味でジャンプスーツ（英: Jumpsuit）と呼ばれるが、日本で多く用いられる（シルエットのゆったりした、作業服としての）つなぎはボイラースーツ（英: Boilersuit）の語を用いることが多い。

## 概要
つなぎは、上着とズボンが縫い合わされて完全に繋がった形状の衣服であり、ワンピースの下衣部分をズボンにしたものと言える。
通常、首元から股までの前立て部分が1本のファスナーで一度に開くようになっている。
ファスナーは上下どちらからも開けられる両開きスライダー式が多く、男性の小用の場合は、つなぎを脱がずに済ませることができる。
多くは着用者の身体を保護する役割が強い丈夫な布や皮革で作られている。
防水加工や防炎加工がしてある場合もあり、逆に通気性を持たせるため一部をメッシュ素材にしたり開口部を多く設けているものもある。

## 用途

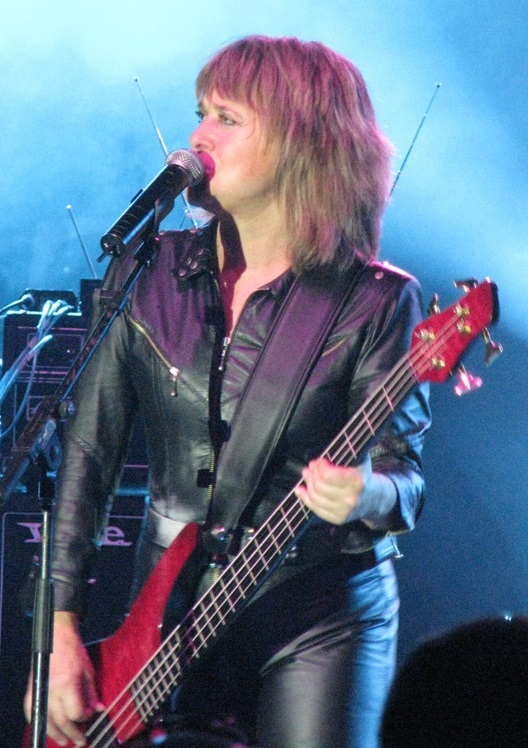
つなぎを着て歌うミュージシャンのスージー・クアトロ

### 作業服として
上下に分かれた服装は、ウエスト部分から汚れや破片などが服の中に侵入する可能性があり、また機械を使った作業の際に、作業部に近いウエスト部分の布に余裕があると機械に巻き込まれる危険性もある。
そのため、ウエスト部分の開口部をなくしたつなぎが整備士や塗装業者の作業着として多く用いられる。
消防士やレスキュー隊など、危険な場面での作業服もつなぎが用いられていることがある。
ベルトを使わないことから囚人服にも用いられている（武器や自殺に使われないため）。囚人服はオレンジ色やピンク・蛍光色・灰色や黒が多い。

### レーシングスーツ
二輪四輪モータースポーツ用のつなぎの服。レーシングスーツを参照。

### 制服、ファッションとして
近年はカーゴパンツなどと同じ作業服から派生した衣類の一つとして、ファッション性の高いものも売られている。学校の吹奏楽部やレストランの制服といった今までにない職業、場面でも多く用いられるようになってきている。ダウン・タウン・ブギウギ・バンドはつなぎがトレードマークであった。

### その他
- 脱げにくく保温性が高いこと、胴体を圧迫しないことなどから、乳児、幼児用の衣服やパジャマ・スキーウェアーがつなぎ型となっていることがある。
- スタンリー・キューブリック監督の映画『2001年宇宙の旅』 (1968年) において、宇宙飛行士の船内服としてつなぎが用いられていた。しかしながら現実には米国、ロシアの宇宙計画においてつなぎが船内服に用いられたことはない。

## 着用法
股下長や座高があったものでないと非常に着にくく、動きづらくなってしまうため、購入の際は試着をしてからが望ましい。前部のファスナーを開け、ズボンと同様に下衣部分を穿いたあとに腕を上衣部分の袖に通し、全身が入ったらファスナーを閉める。
作業で着用する際はつなぎ本来の目的に沿い、足首や手首の開口部は、体型に合わせて隙間のないようにしっかりと締める。
休憩時や暑い時期には、下半身部分だけを着て上半身部分は脱ぎ、袖を腰に巻いて結ぶ着用法もよく見られる。